# Antrim (Nou Hampshire)
Antrim és una població dels Estats Units a l'estat de Nou Hampshire. Segons el cens del 2000 tenia 2.449 habitants.

## Demografia
Segons el cens del 2000, Antrim tenia 2.449 habitants, 932 habitatges, i 624 famílies. La densitat de població era de 26,5 habitants per km².
Dels 932 habitatges en un 35,3% hi vivien nens de menys de 18 anys, en un 55,4% hi vivien parelles casades, en un 0% dones solteres, i en un 33% no eren unitats familiars. En el 26% dels habitatges hi vivien persones soles el 9,9% de les quals corresponia a persones de 65 anys o més que vivien soles. El nombre mitjà de persones vivint en cada habitatge era de 2,62 i el nombre mitjà de persones que vivien en cada família era de 3,17.
Per edats la població es repartia de la següent manera: un 29,2% tenia menys de 18 anys, un 6,1% entre 18 i 24, un 28,2% entre 25 i 44, un 25,5% de 45 a 60 i un 11% 65 anys o més.
L'edat mediana era de 37 anys. Per cada 100 dones de 18 o més anys hi havia 94,8 homes.
La renda mediana per habitatge era de 45.677$ i la renda mediana per família de 50.650$. Els homes tenien una renda mediana de 36.033$ mentre que les dones 24.313$. La renda per capita de la població era de 18.978$. Entorn del 8,3% de les famílies i l'11,5% de la població estaven per davall del llindar de pobresa.

## Poblacions més properes
El següent diagrama mostra les poblacions més properes.